# Kurjače
Kurjače (cyr. Курјаче) – wieś w Serbii, w okręgu braniczewskim, w gminie Veliko Gradište. W 2011 roku liczyła 733 mieszkańców.